# Friedrich Adolph Haage
Friedrich Adolph Haage (* 24 de marzo de 1796 , Erfurt - 20 de septiembre de 1866 ibíd.) fue un horticultor, y botánico alemán.

## Vida y obra
Friedrich Adolph Haage era hijo de Johann Nikolaus Haage y de Katharine Barbara Nehrlich. Su formación como jardinero, la recibió de Johann Heinrich Seidel (1744–1815): Jardinero del Rey Federico Augusto II de Sajonia. De acuerdo con la doctrina sobre la continuación de años de aprendizaje itinerante regresó a Erfurt, donde adquirió un pequeño fundo, en 1822 y armó un vivero comercial y de semillas. El catálogo de semillas de su vivero apareció en 1824.
No sólo desarrolló buen gusto al introducir nuevas prometedoras plantas, y también se aprovechó de las posibilidades técnicas de su tiempo. Fue uno de los primeros jardineros alemanes comerciales, colocando avisos clasificados como medio publicitario. Le surgió una pasión hacia las cactáceas, recogiendo y reproduciéndolos, y pronto tuvo una de las mayores colecciones de cactus de su tiempo.
Fue cofundador de la Horticultura Erfurt y más tarde se convirtió en su director honorario.
Sus especímenes fueron adquiridos por sus contemporáneos como Goethe, Liszt, los Hnos. Alexander y Wilhelm von Humboldt. El empresario de jardines Ernst Benary comenzó su entrenamiento con él en 1835 y permaneció hasta 1842 como personal en su funcionamiento.

## Honores

### Epónimos
Especies
- (Agavaceae) Cordyline haageana K.Koch[1]
- (Aloaceae) Haworthia haageana Poelln.[2]
- (Amaranthaceae) Gomphrena haageana Klotzsch in Otto & A.Dietr.[3]
- (Cactaceae) Mammillaria haageana Pfeiff.[4]
- (Caryophyllaceae) Lychnis haageana Hort. ex E.Vilm.[5]
- (Crassulaceae) Echeveria × haageana Hort. ex Walth.[6]
- (Gesneriaceae) Achimenes haageana Otto ex Regel[7]
- (Pinaceae) Pinus haageana Roezl[8]

- La abreviatura «Haage» se emplea para indicar a Friedrich Adolph Haage como autoridad en la descripción y clasificación científica de los vegetales.[9]